# Roger Fornas
Roger Fornas Lladó (Barcelona, 24 de octubre de 1982) es un jugador de baloncesto profesional de nacionalidad española. Mide 2,02 metros y ocupa la posición de pívot. Actualmente es jugador del Palma Air Europa.

## Biografía
Se formó como jugador en las categorías inferiores del Sant Josep Badalona primero y posteriormente en las del Baloncesto León.
Llegó a debutar en la ACB en la temporada 2003/04 cuando militaba en las filas del Caprabo Lleida. La siguiente temporada ficha por el CB Tarragona de la liga LEB, y en la 2005/06 fue uno de los jugadores más destacados del Imaje Sabadell Gapsa de LEB 2 con el que llegó a disputar la Copa LEB Plata y los Play-off de esa misma competición, finalizando la campaña con unos promedios de 9,7 puntos y 5,9 rebotes.
La temporada 2006/07 ficha por el CB L'Hospitalet de la liga LEB donde sus 7,1 puntos y 3,9 rebotes hacen que el Leche Río Breogán se haga con sus servicios una temporada más tarde. Con el equipo lucense se proclama campeón de la Copa Príncipe de Asturias y llegá a disputar la fase de ascenso a la liga ACB disputada en Cáceres donde caen ante el que a la postre sería el equipo que lograría el ascenso: el Bruesa GBC.
La temporada 2008/09 la inicia en las filas del Plus Pujol Lleida, pero transcurridos 3/4 de temporada se marcha al CB Valladolid, club con el que disputa 12 partidos proclamándose campeón de la LEB Oro y consiguiendo el ascenso a la ACB.
A mediados de agosto de 2009 llega a un acuerdo con el Cáceres 2016 Basket de la LEB Oro para reforzar la pintura del club extremeño. Tras un inicio de temporada en el que no disfrutó de demasiadas oportunidades, a finales de diciembre de 2009 el Cáceres 2016 decide dejarle sin ficha para hacer hueco para poder fichar a Carlos Cherry. Sus números hasta ese momento habían sido de 3,4 puntos y 2,4 rebotes en poco más de diez minutos de juego. Tras abandonar la disciplina del club cacereño finalizó la temporada 2009/10 como miembro del River Andorra de LEB Plata a las órdenes de Alfred Julbe. En Andorra finalizó la temporada con unas medias de 9,1 puntos y 5,2 rebotes en 23,1 minutos de juego, ayudando a su equipo a entrar en los play-off de lucha por el ascenso a la LEB Oro.
En agosto de 2010 se confirmó su fichaje por el Servindustria Tarragona 2017 y por tanto su regreso al club con el que debutó en las ligas LEB.
En 2015, tras jugar en el Quesos Cerrato de Palencia, firma con el San Pablo Inmobiliaria Burgos.
En 2016, tras jugar en el San Pablo Inmobiliaria Burgos, firma con el Palma Air Europa.
En el año 2018 se encontraba en el puesto 9 de jugadores con más partidos en Liga LEB Oro.